# Lithosia magnata
Lithosia magnata är en fjärilsart som beskrevs av Matsumura 1927. Lithosia magnata ingår i släktet Lithosia och familjen björnspinnare. Inga underarter finns listade i Catalogue of Life.